# بليك سنيل
بليك أشتون سنيل ولد في 4 ديسمبر 1992 هو لاعب بيسبول أمريكي محترف لفريق سان دييغو بادريس في دور البيسبول الرئيسي م ل ب اختار فريق تامبا باي رايز سنيل في الجولة الأولى من مسودة دوري البيسبول الرئيسي لعام 2011 . لقد ظهر لأول مرة في م ل ب مع فريق رايس في عام 2016 وفاز بجائزة سي يونق في الدوري الأمريكي ا ل في عام 2018، عندما كان نجم كل النجوم وقاد الدوري في كلا الفوزين ومتوسط التشغيل المكتسب ؤ ر ا .